# 宁波西站
宁波西站是中国浙江省宁波市规划中的一座铁路车站。车站位于宁波栎社国际机场规划新航站楼南侧，与机场形成空铁联运。车站计划站场规模为8台16线，引入通苏嘉甬铁路及甬台温高速铁路，同时预留8台17线城际场，计划引入甬金高速铁路及沪甬城际铁路等规划线路。
宁波西站计划引入宁波轨道交通2号线、6号线、9号线、12号线4条城市轨道交通线路。